# Gge (Sindhi-Buchstabe)
Gge (Sindhi: ڳي ggē; ڳ) ist der 41. Buchstabe des erweiterten arabischen Alphabets des Sindhi. Gge besteht aus einem persischen Gaf (گ) mit zwei untereinander gesetzten diakritischen Punkten unterhalb des Zeichens.
In der arabischen Schrift des Sindhi steht Gge für den stimmhaften velaren Implosiv [⁠ɠ⁠]. Das Äquivalent zum Gge ist im Devanagari des Sindhi das Zeichen ग॒, in lateinischen Umschriften wird Gge entweder mit gg, g̈, g̤ oder ḡ wiedergegeben.
Das Zeichen ist als Gueh im Unicodeblock Arabisch am Codepunkt U+06B3 und im Unicodeblock Arabische Präsentationsformen-A an den Codepunkten U+FB96 bis U+FB99 kodiert.
| Unicode-Codepoint | Unicode-Name                     | Zeichen |
| ----------------- | -------------------------------- | ------- |
| U+06B3            | ARABIC LETTER GUEH               | ڳ       |
| U+FB96            | ARABIC LETTER GUEH ISOLATED FORM | ﮖ       |
| U+FB97            | ARABIC LETTER GUEH FINAL FORM    | ﮗ       |
| U+FB98            | ARABIC LETTER GUEH INITIAL FORM  | ﮘ       |
| U+FB99            | ARABIC LETTER GUEH MEDIAL FORM   | ﮙ       |